# Kenny Powers
Kenny Powers (Eastbound and Down) est une série télévisée américaine en 29 épisodes de 28 minutes créée par Ben Best et Jody Hill et diffusée entre le 15 février 2009 et le 17 novembre 2013 sur HBO.
En France, la série est diffusée depuis le 22 mai 2009 sur OCS Novo et au Québec à Super Écran.

## Synopsis
Cette série suit la vie d'un ex-professionnel du baseball à l'ego surdimensionné qui revient dans sa ville natale. Son comportement exécrable ne lui vaut pas d'éloges et il est alors limité au poste de professeur de gym remplaçant dans son ancien lycée.
Si le personnage du « beauf » semble être au cœur de la série. On peut également voir le personnage comme une allégorie de la perte d'influence des États-Unis sur la scène internationale.

## Distribution
- Danny R. McBride (VF : Pascal Casanova) : Kenny Powers
- John Hawkes (VF : Patrick Osmond) : Dustin Powers
- Jennifer Irwin (en) (VF : Marie-Martine) : Cassie Powers
- Steve Little (VF : Yann Pichon) : Stevie Janowski
- Katy Mixon (VF : Delphine Benko) : April Buchanon
- Andrew Daly (VF : Vincent Violette) : Terrence Cutler
- Will Ferrell (VF : Maurice Decoster) : Ashley Schaeffer
- Ben Best (en) (VF : Bernard Métraux) : Clegg
- Sylvia Jefferies (en) (VF : Ninou Fratellini) : Tracy
- Don Johnson (VF : Patrick Poivey) : Eduardo Sanchez
- Matthew McConaughey : Roy McDaniel

- Version française
  - Société de doublage : Dubbing Brothers
  - Direction artistique : Laurent Dattas
  - Adaptation des dialogues : Jonathan Amram, Alexa Donda et Sébastien Charron

Source VF : Doublage Séries Database

## Épisodes

### Première saison (2009)
1. Retour à Jefferson Davis (Chapter 1: Career Errors) : Kenny Powers, ancien joueur star de baseball, retourne dans sa ville natale, Shelby. Se considérant toujours comme étant la star locale, il réalise ne plus être l'idole qu'il était. Il devient professeur de sport dans son ancienne école où il retrouve de vieilles connaissances, dont April son amour de lycée. Kenny tente vainement de s'entrainer pour retrouver la ligue majeure de baseball.
2. Soirée mouvementée (Chapter 2: Training Day) : Kenny essaie de devenir la mascotte d'un vendeur de voitures de luxe. Après une altercation avec le vendeur, Kenny se rend au bal de l'école auquel April l'avait invité. Sous l'influence d'ectasy, il fait une déclaration d'amour enflammé à April.
3. Souvenirs aux enchères (Chapter 3: Out of the Box)
4. Plus dure sera la chute (Chapter 4: Kenny's Pitching Clinic)
5. Tourner la page (Chapter 5: Beginning A New Audio Book)
6. Le grand départ (Chapter 6: Getting It On With April)

### Deuxième saison (2010)
Le 9 avril 2009, HBO a commandé une deuxième saison qui a été diffusée à partir du 26 septembre 2010.
1. Incognito (Chapter 7)
2. Retour perdant (Chapter 8)
3. Retour gagnant (Chapter 9)
4. La vie est une putain (Chapter 10)
5. Retrouvailles (Chapter 11)
6. La fin du voyage (Chapter 12)
7. Retour au pays (Chapter 13)

### Troisième saison (2012)
Le 27 octobre 2010, HBO a commandé une troisième saison qui a été diffusée à partir du 19 février 2012.
1. titre français inconnu (Chapter 14)
2. titre français inconnu (Chapter 15)
3. titre français inconnu (Chapter 16)
4. titre français inconnu (Chapter 17)
5. titre français inconnu (Chapter 18)
6. titre français inconnu (Chapter 19)
7. titre français inconnu (Chapter 20)
8. titre français inconnu (Chapter 21)

### Quatrième saison (2013)
Le 2 juillet 2012, la série a été renouvelée pour une quatrième et dernière saison de huit épisodes dont la diffusion a débuté le 29 septembre 2013.
1. titre français inconnu (Chapter 22)
2. titre français inconnu (Chapter 23)
3. titre français inconnu (Chapter 24)
4. titre français inconnu (Chapter 25)
5. titre français inconnu (Chapter 26)
6. titre français inconnu (Chapter 27)
7. titre français inconnu (Chapter 28)
8. titre français inconnu (Chapter 29)